# Heinkel He 100
Heinkel He 100 là một loại máy bay tiêm kích của Đức quốc xã trước Chiến tranh thế giới II.

## Tính năng kỹ chiến thuật (He 100D-1)
Dữ liệu lấy từ Heinkel's High Speed Hoaxer:The Annals of the He 100
Đặc tính tổng quan
- Kíp lái: 1
- Chiều dài: 8,2 m (26 ft 11 in)
- Sải cánh: 9,4 m (30 ft 10 in)
- Chiều cao: 3,6 m (11 ft 10 in)
- Diện tích cánh: 14,6 m2 (157 foot vuông)
- Trọng lượng rỗng: 1.810 kg (3.990 lb)
- Trọng lượng cất cánh tối đa: 2.500 kg (5.512 lb)
- Động cơ: 1 × Daimler-Benz DB 601M , 864 kW (1.159 hp)

Hiệu suất bay
- Vận tốc cực đại: 670 km/h (416 mph; 362 kn)
- Vận tốc hành trình: 552 km/h (343 mph; 298 kn)
- Tầm bay: 1.010 km (628 mi; 545 nmi)
- Trần bay: 11.000 m (36.089 ft)

Vũ khí trang bị

- Súng: 1 x Pháo MG FF 20mm và 2 x súng máy MG 17 7,92mm hoặc pháo MG 151 20mm